# Doetinchem de Rande

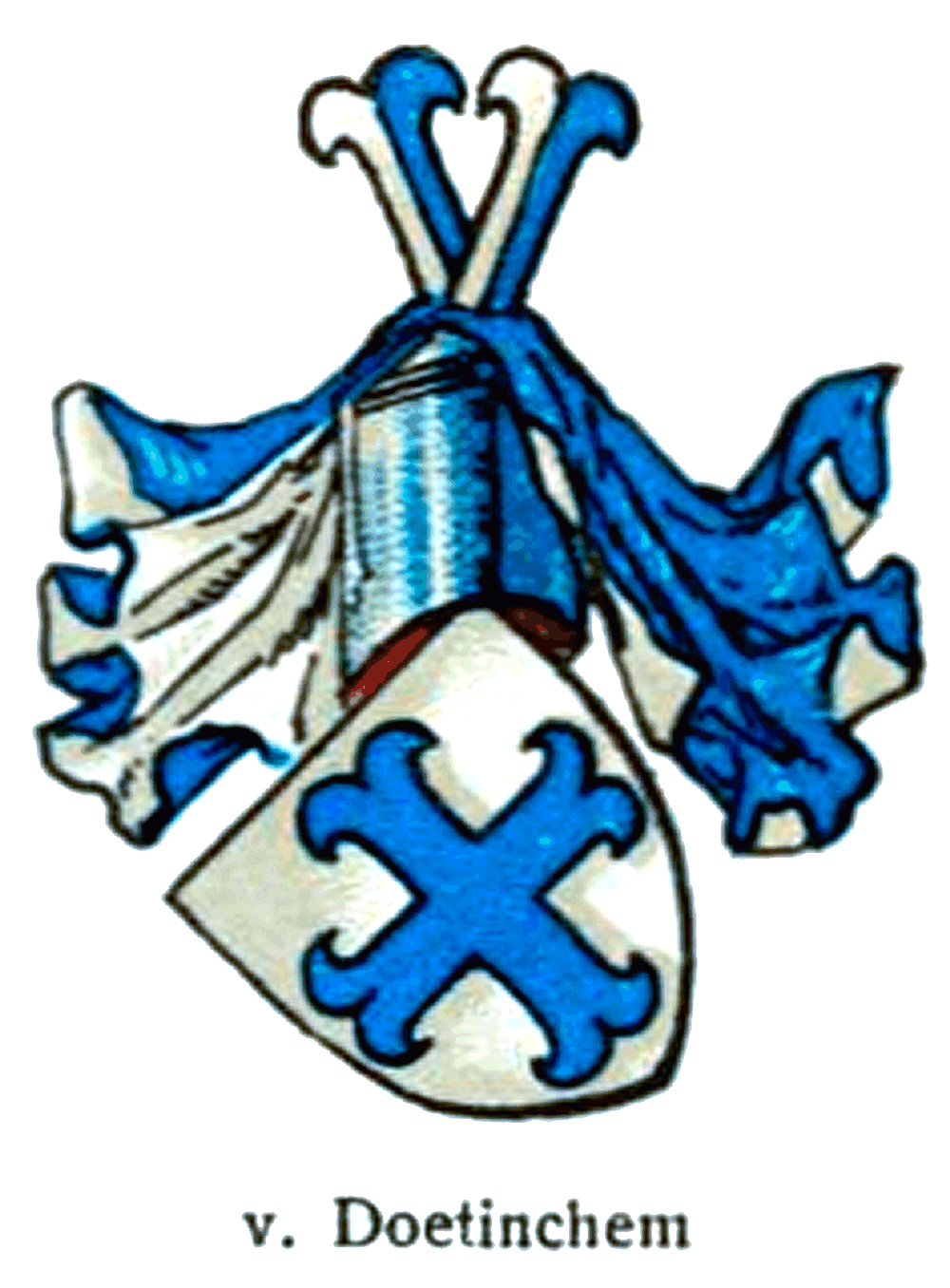
Armoiries de la famille von Doetinchem de Rande

Doetinchem de Rande (aussi : Deutecom, Doetecom, Dutteckchem, Duttinchem, Duttenckheim et Doetinchem) est le nom d'une ancienne famille noble de la ville néerlandaise de Doetinchem (Gueldre).

## Origine
La famille apparaît pour la première fois dans des documents avec les frères Werner et Zweder de Duttenckheim parmi les Markgenossen von Gaanderen près de Doetinchem vers 1180 et avec Werner von Duttinchem en 1231. La lignée directe allemande commence avec Engelbert von Doetinchem vers l'an 1300. La lignée, qui existe en Allemagne, tire son surnom du manoir de Rande près de Deventer.
Alexandre de Doetinghem (1846-1903), seigneur de Hoffeld et Herbuchenne près de Dinant (Belgique), ancien officier des Zouaves pontificaux, reçoit la reconnaissance de la noblesse belge (sans restriction) le 6 juin 1886 sous le nom de « de Doetinghem » et avec le titre de baron (transmission en primogéniture).

## Blason
Blason : Une croix d'ancre bleue en argent. Deux bras de la croix d'ancre poussant sur le casque avec des lambrequins bleues et argentées.

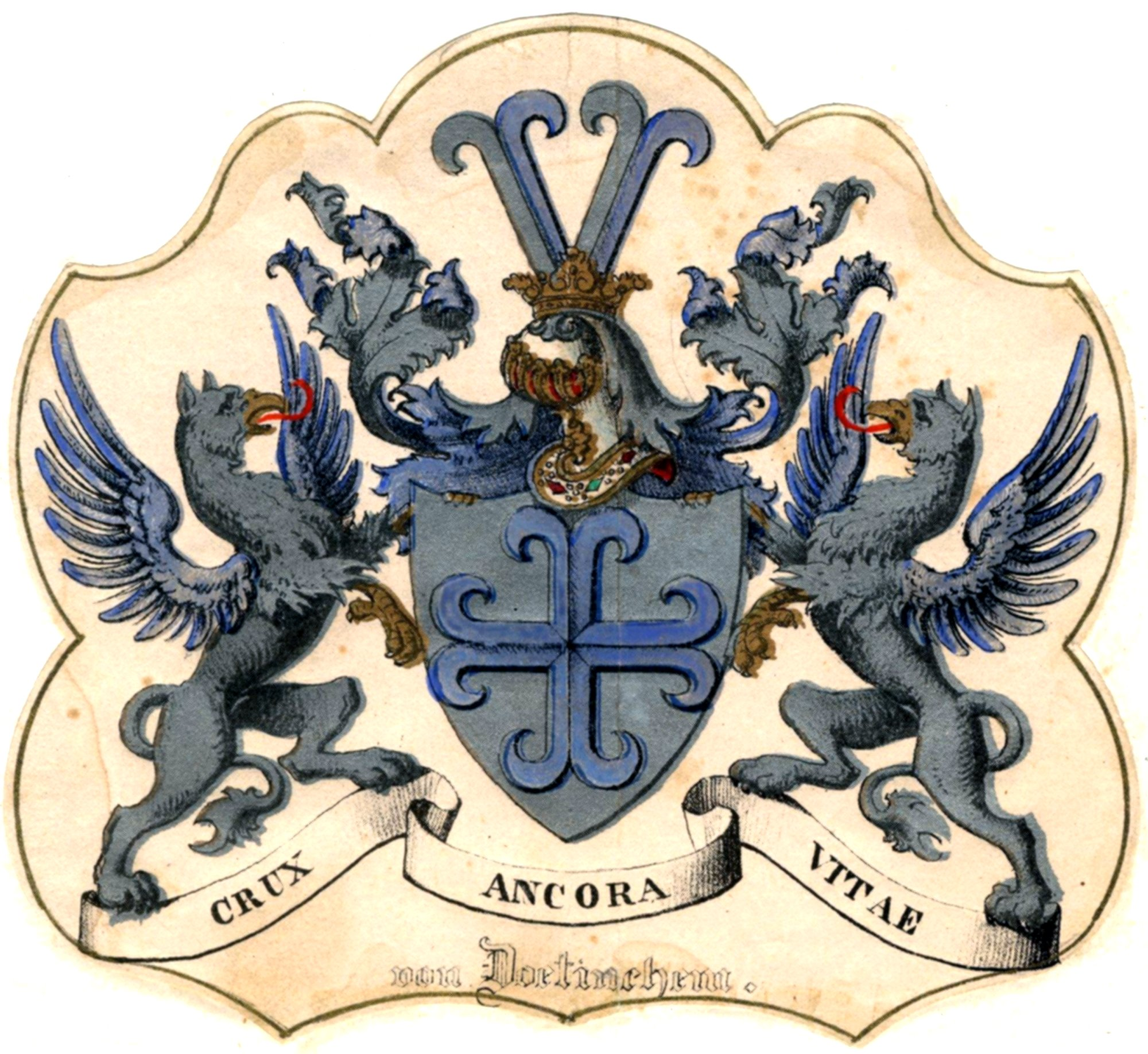
Armoires de la famille von Doetinchem de Rande
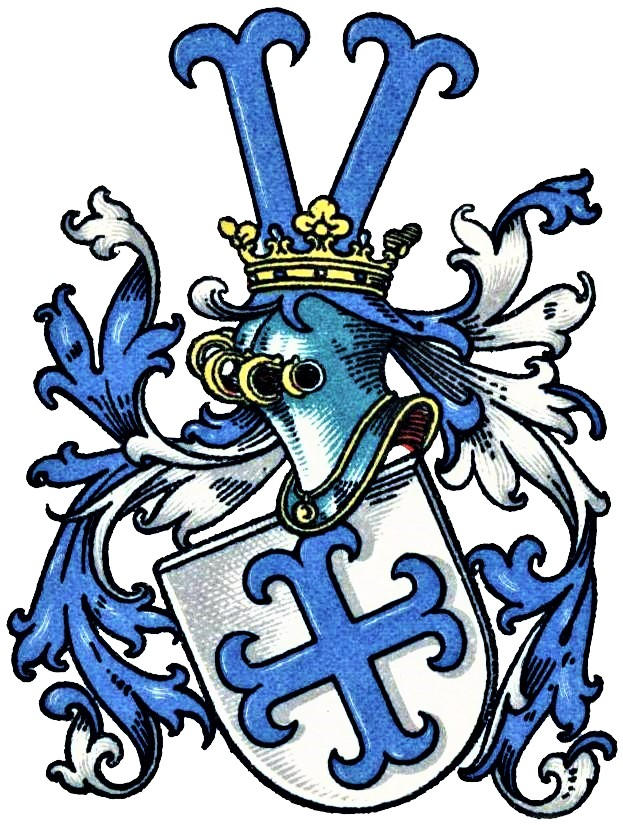
Armoires de la famille von Doetinchem dans Les Armoiries de la Noblesse de Westphalie

## Membres notables de la famille
- Hermann von Doetinchem de Rande (de) (1866-1932), général de division prussien
- Ludwig von Doetinchem de Rande (de) (1826-1899), administrateur de l'arrondissement de Sangerhausen (de) (province de Saxe)
- Ludwig von Doetinchem de Rande le Jeune (de) (1864-1941), administrateur de l'arrondissement d'Ilfeld (province de Hanovre)
- Robert von Doetinchem de Rande (de) (1829-1896), général de division prussien
- Werner von Doetinchem de Rande (de) (1860-1918), administrateur de l'arrondissement de Sangerhausen (province de Saxe)